# Cláudia Sousa
Cláudia Sousa (Coimbra, 1975 - 2014), foi uma bióloga e uma das primeiras primatólogas portuguesas. Considerada uma das maiores especialistas do mundo no campo de investigação sobre as capacidades cognitivas dos chimpanzés e a relação destes com humanos, contribuiu para várias áreas do conhecimento.  

## Percurso

Cláudia Sousa

Cláudia Sousa nasceu em 1975 na cidade de Coimbra mas morou na Figueira da Foz, até ir estudar biologia na Universidade de Coimbra, fazendo lá o mestrado em Antropologia Biológica. Em 2001, partiu para o Japão onde fez o doutoramento em primatologia, sob a orientação do primatólogo japonês Tetsurō Matsuzawa, no Primate Research Institute da Universidade de Quioto. 

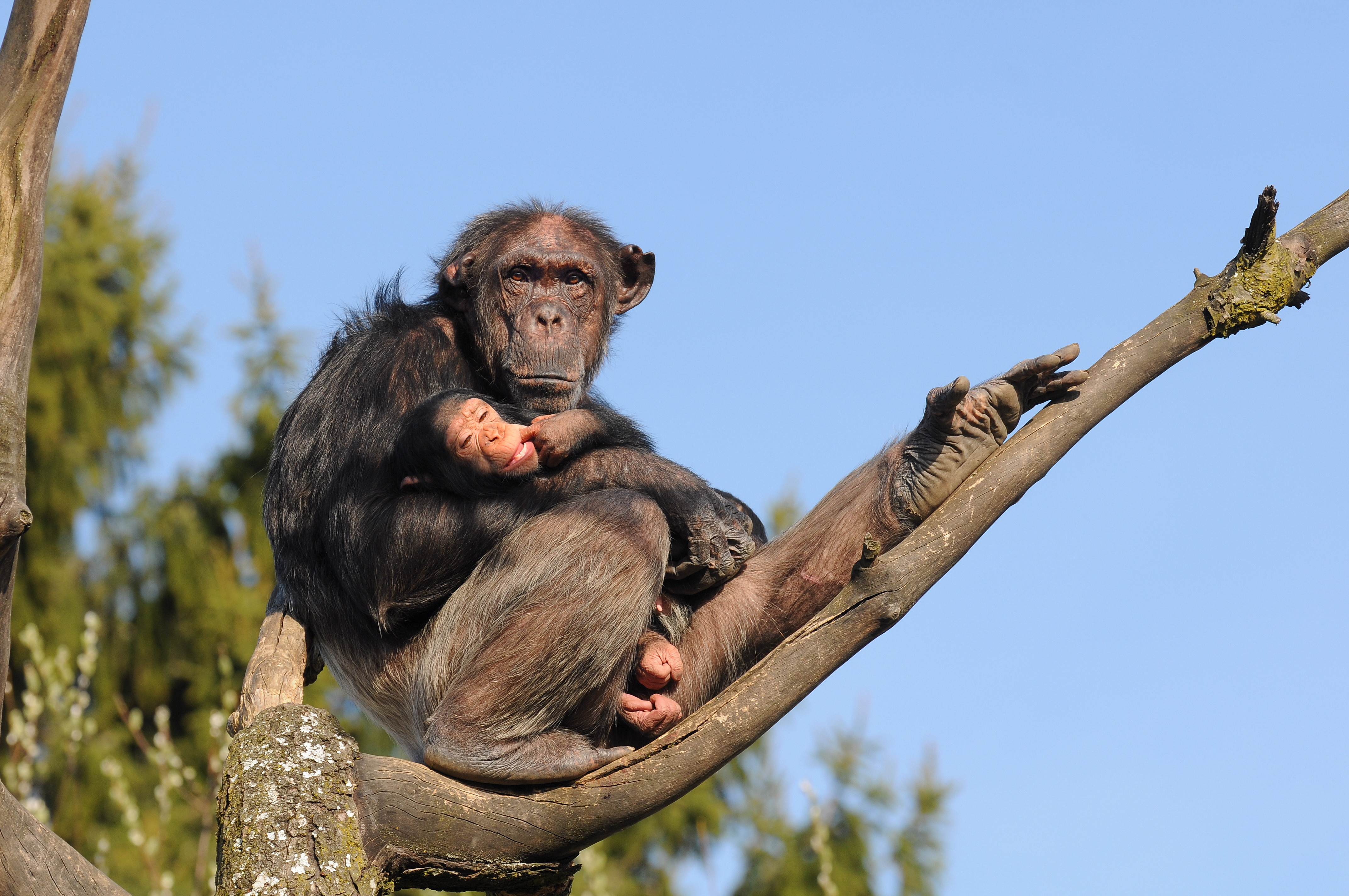
Chimpanzé comum (Pan Troglodytes)

Nesse Instituto estudou as capacidades cognitivas e o comportamento dos chimpanzés em cativeiro, sobre os quais escreveu a sua tese de doutoramento. Através de experiências em que lhes dava objectos de valor simbólico (tokens) para trocarem por frutas, constatou que eles, ao invés de gastarem tudo de uma vez, poupavam. Isto demonstrou que os chimpazés têm noções básicas de economia como a acumulação de capital, e que a metodologia por ela adoptada para avaliar a cognição era válida. Essa descoberta revelou que, tal como com os seres humanos, eles compreendem que certos objectos podem ter um valor simbólico. 
Ao longo da sua carreira, dividiu-se entre as aulas de antropologia biológica que dava na Faculdade de Ciências Sociais e Humanas da Universidade Nova de Lisboa e o trabalho de campo na Guiné Bissau e na Guiné Conacri.  Nas suas várias deslocações a estes dois países, estudou o comportamento adoptado pelos chimpazés no seu habitat natural, a sua dispersão geográfica no território e gravou as suas vocalizações e a sua interacção com a população humana. 
Em 2004 fundou, juntamente com Catarina Casanova e outros colegas, a Associação Portuguesa de Primatologia, da qual foi, entre 2007 e 2011, sua Presidente.
Cláudia Sousa faleceu em 2014, com 39 anos, vítima de cancro.

## Reconhecimento
Após a sua morte foi criado, em sua homenagem, o Fundo Memorial Cláudia Sousa, financiado pelo director do Instituto de Investigação de Primatas da Universidade de Quioto, o primatólogo japonês Tetsuro Matsuzawa. Este fundo tem como objectivo dar continuidade ao trabalho iniciado por Cláudia de promoção do estudo da primatologia entre os estudantes portugueses.
Em Setembro de 2015, decorreu no Museu Nacional de Etnologia, em Lisboa, o colóquio Internacional Chimpanzés, Humanos e Natureza. O Legado de Cláudia Sousa, que reuniu em sua homenagem colegas e alunos seus, estrangeiros e portugueses. Entre os interlocutores estavam o antropólogo António Bracinha, o primatólogo Tetsuro Matsuzawa, a cientista forense Eugénia Cunha e a antropóloga Catarina Casanova. 
Venceu as edições de 2014 e 2015 do Prémio Santander de Internacionalização da Produção Científica, atribuídos a título póstumo. 
Os autores do guia campo Plantas Usadas por Chimpanzés e humanos no Cantanhez, Guiné Bissau, dedicaram-lhe o livro que foi publicado em 2019. 

## Legado
O seu trabalho de investigação abrangeu várias áreas de conhecimento e contribuiu para o desenvolvimento da arqueologia primata, ou seja, aplicação dos métodos e técnicas de investigação utilizados pela arqueologia ao estudo dos primatas.  Isto permitiu o desenvolvimento de abordagens inovadoras, como: associar a criação de ferramentas a comportamentos; registar o aparecimento de locais modernos de primatas; associar os métodos da arqueologia ao estudo do comportamento social e individual dos animais no seu habitat. 
Áreas de investigação como a evolução humana, a conservação dos primatas e a relação destes com humanos também beneficiaram com as suas investigações sobre as capacidades cognitivas dos chimpanzés e o seu comportamento em cativeiro e em liberdade.

## Obras Seleccionadas
Escreveu a monografia:  
- 1999 - The use of tokens by chimpanzees: a new approach to tool-use and intelligence [15]

Entre os artigos que escreveu para publicações portuguesas e estrangeiras, encontram-se: 
- 2009 - O estudo dos chimpanzés  e a sua relação com as comunidades humanas: integrando a Antropologia Biológica e a Antropologia Social, revista Humanas [16]
- 2014 - The effect of canopy closure on chimpanzee nest abundance in Lagoas de Cufada National Park, Guinea-Bissau, publicado na revista Primates [17]
- 2015 - Feeding ecology of chimpanzees (Pan troglodytes verus) inhabiting a forest-mangrove-savanna-agricultural matrix at Caiquene-Cadique, Cantanhez National Park, Guinea-Bissau, publicado após a sua morte no American Journal of Primatology [18]